# Runnin’ Wild
Runnin’ Wild – debiutancki album studyjny australijskiego zespołu Airbourne.

## Lista utworów
1. „Stand Up for Rock ’N’ Roll” - 4:01
2. „Runnin’ Wild” - 3:38
3. „Too Much, Too Young, Too Fast” - 3:42
4. „Diamond in the Rough” - 2:54
5. „Fat City” - 3:26
6. „Blackjack” - 2:42
7. „What's Eatin' You” - 3:36
8. „Girls in Black” - 3:16
9. „Cheap Wine & Cheaper Women” - 3:10
10. „Heartbreaker” - 3:56
11. „Hellfire” - 2:19 (tylko w wydaniu amerykańskim)
12. „Lets Ride” - 3:28 (tylko w Australii i Nowej Zelandii)
13. „Red Dress Women” - 3:11 (Online Bonus)

- Wszystkie piosenki skomponowane przez Joela i Ryana O’Keeffe.
- Uwaga: W wydaniu nowozelandzkim oraz australijskim piosenka „Let's Ride” występuje zamiast „Hellfire”.

## Edycja limitowana
Poza standardową wersją CD na rynku pojawiła się edycja specjalna, zawierająca dodatkowo płytę DVD i cztery dodatkowe utwory. Krążek DVD zawiera osiem koncertowych utworów zarejestrowanych podczas festiwalu Wacken Open Air w roku 2008 oraz trzy teledyski do wydanych singli. Dodatkowe piosenki, do remaki trzech utworów z pierwszego EP zespołu - „Dirty Angel”, „Hotter than Hell” i „Stand and Deliver” - oraz piosenka całkowicie nowa, zatytułowana „Heads are Gonna Roll”.